# Tim Rushton
Timothy John Rushton MBE (født 18. marts 1963 i England) er en koreograf og tidligere kunstnerisk leder af Danmarks største moderne dansekompagni Dansk Danseteater (Danish Dance Theatre).
Tim Rushton er uddannet på Royal Ballet Upper School, Covent Garden, London. Han har været engageret som balletdanser på Deutsche Oper am Rhein (1982-1986), Malmö stadsteater (1986-1987) og Den Kongelige Danske Ballet (1987-1992), hvor han sluttede sin dansekarriere for at hellige sig koreografien.
I 2001 blev Tim Rushton kunstnerisk leder af Dansk Danseteater og fungerede som sådan indtil han i 2018 fratrådte og blev erstattet af svenske Pontus Lidberg. Han har herefter arbejdet som free-lance koreograf. 

## Værker
- 1995 La Lune Blanche
- 1995 Act of Faith
- 1998 Udflugt i det blå – Reumert-nominerering for Årets Danseforestilling
- 1998 Refrain
- 1998 Sweet Complaint – Den Kongelige Ballet
- 1999 Busy Being Blue – Reumert-pris for Årets Danseforestilling
- 1999 Night Life – Scottish Ballet, Glasgow
- 1999 Triplex – Den Kongelige Ballet, Hillerød Castle Festival
- 1999 Clavigo
- 2000 Caught in the Act
- 2000 Schadenfreude
- 2000 Den Røde Ballon – Det Kongelige Teaters Balletskole
- 2000 Nomade – Den Kongelige Ballet
- 2000 Monkey Business
- 2000 Dominium – Den Kongelige Ballet, Reumert-nominerering for Årets Danseforestilling
- 2000 C'est Moi
- 2001 Shadowland – Dansk Danseteater
- 2001 Microcosmos
- 2002 Working Man – Dansk Danseteater
- 2002 Belá
- 2003 Napoli – den nye by – Dansk Danseteater
- 2004 Graffiti – Dansk Danseteater
- 2005 Silent Steps – Dansk Danseteater, Reumert-pris for Årets Danseforestilling
- 2005 Kridt – Dansk Danseteater, Reumert-pris for Årets Danseforestilling
- 2006 Confessions
- 2006 Insommia
- 2006 Animal Park – Dansk Danseteater, Reumert-nominerering for Årets Danseforestilling
- 2006 Requiem – Den Kongelige Ballet, Reumert-pris for Årets Danseforestilling
- 2007 Passion i samarbejde med maleren Michael Kvium – Reumert-nominerering for Årets Danseforestilling
- 2008 Labyrint – Dansk Danseteater], Reumert-pris for Årets Danseforestilling
- 2008 Askepot
- 2009 Engima – Dansk Danseteater
- 2009 Cadance – Dansk Danseteater
- 2009 Spring Dance
- 2011 Love Songs – Dansk Danseteater på Det Kongelige Teater
- 2011 Monolith – Dansk Danseteater, Rambert Dance Company, Sadler's Wells, Storbritannien
- 2012 End of Loneliness – Dansk Danseteater
- 2012 Walking in the night - Dansk Danseteater
- 2013 Den Røde Ballon - Dansk Danseteater
- 2013 Le Sacre du Printemps - Dansk Danseteater
- 2013 Love songs - Dansk Danseteater
- 2013 Rød - Dansk Danseteater
- 2014 Stormen - Dansk Danseteater
- 2014 The Diary of a Madman - Dansk Danseteater
- 2015 Black Diamond - Dansk Danseteater
- 2014 Diary of a madman - Dansk Danseteater
- 2016 Ildfuglen af Stravinskij - Reumert-nominering for Årets Danseforestilling[4]
- 2019 Krash & Chopin danser - Dank Danseteater, Hjørring Teater på Vendelbohus. Bl.a. 5. februar 2019 på Kolding Teater og 6. februar 2019 på Holbæk Teater. Sidste gang 26. marts 2019 på Aalborg Teater.[5]
- 2019 Carrying a dream - Dansk Danseteater, Det Kongelige Teaters Gamle Scene. International turné: 5. maj 2019 Unterföhring ved München, 7. maj 2019 Leverkusen ved Köln - samt 9. - 10. november 2019 i Schweinfurt og 12. november 2019 i Worms m.fl.[6]
- 2021 The Danish Girl - Holstebro Dansekompagni i koproduktion med Vejle Musikteater. På turné, blandt andet 2. november 2021ci Nykøbing Falster, 3. november 2021 i Helsingør Teater og 4. november 2021 i Trommen i Hørsholm, til 2. december 2021.[7]

## Hæder
Tim Rushton har modtaget Reumert-prisen fire gange: i 2000 for Busy Being Blue, i 2005 for 'Kridt, i 2006 for Requiem, i 2009 for Labyrint , og er blevet nomineret til prisen 13 gange, senest i 2016 for Stravinskijs Ildfuglen.
2011 blev Tim Rushton hædret med en Order of the British Empire (MBE) for sin indsats for dansen. I 2012 modtog Tim Rushton ved årets Reumert-uddeling Bikubens Hæderspris. Prisen tildeles en scenekunstner, der gennem en årrække på enestående vis har bidraget til en positiv udvikling af scenekunsten i Danmark – og som stadig er aktivt udøvende.
Af øvrige priser kan nævnes Tim Rushtons tildeling af Teaterkatten november 2006 som bedste instruktør, en pris der uddeles af Foreningen Danske Teaterjournalister. I 2007 modtog han Statens Kunstfonds Præmie for særlige kunstværker i 2006’ for forestillingen Requiem, i 2008 Danmarks Teaterforeningers hæderspris, i 2009 Wilhelm Hansen Fondens Hæderspris og i 2011 Ballettens Venners Hæderspris.